# Mercato coperto (Ravenna)
Il mercato coperto di Ravenna è un edificio storico situato in piazza Andrea Costa nel centro storico di Ravenna.

## Storia
Il mercato coperto sorge nel centro storico della città di Ravenna in Piazza Andrea Costa, un’area dedicata al commercio del pesce sin dall’epoca medievale poiché vi si trovava l’incontro di due fiumi. Già a partire dal X secolo si hanno testimonianze riguardanti l’attività della corporazione di pescatori “Schola Piscatorum” o Casa Matha, illustre corporazione ravennate patrocinata nei secoli da potenti famiglie e della presenza di pescherie e rivendite del pesce in questo luogo. Nel 1715 il Cardinale Gozzardini ordina la costruzione di un immobile a due piani con portici che fungeva sia da rivendita che da sede della corporazione Casa Matha. Nel corso del 1700 e del 1800 la zona è però caratterizzata da sporcizia e da aria insalubre.
Il complesso della Casa Matha fu abbattuto tra il 1893 e l 1894, e venne inaugurata una nuova costruzione ad esedra ad opera dell'ingegnere Ugo Vignuzzi. L'edificio ebbe tuttavia vita breve, venendo abbattuto già nel 1915 per fare spazio alla costruzione del mercato coperto vero e proprio, che assunse le dimensioni attuali e venne inaugurato nell'ottobre del 1922.
Il mercato coperto di Ravenna, riconosciuto come Mercato Storico con valenza artistica nel 2008, è oggi al centro di un progetto di rivalorizzazione che terminerà nell'autunno del 2019 e prevederà la suddivisione interna in due aree sovrapposte. Nel piano inferiore verrà mantenuta la destinazione d’uso originaria del luogo, cioè la vendita di prodotti al dettaglio ed altre aree commerciali di generi alimentari. Quello superiore invece lo si renderà spazio per eventi ed attività culturali e ricreative. La riapertura è ufficializzata per il 5 dicembre 2019, in gestione a Coop Alleanza 3.0 in partnership con Molino Spadoni

### Il mercato coperto dal 1984 in poi
Dal momento della sua realizzazione negli anni ‘20 del Novecento il Mercato Coperto di Ravenna è stato sottoposto a diversi interventi di adattamento degli spazi interni ed esterni. Quello del 1984 si caratterizzò attraverso lavori di ristrutturazione e restauro che eliminarono il caratteristico aspetto originario dei banchi su progetto degli architetti Naglia, Raffoni e Grossi.
Con determina dirigenziale del 17 ottobre 2008 al Mercato Coperto è stata attribuita la connotazione di Mercato Storico ai sensi della L. R. n. 5 del 10 marzo 2008 «Promozione e valorizzazione delle botteghe storiche». L’immobile è stato riconosciuto dalla Direzione Regionale per i Beni Culturali e Paesaggistici dell’Emilia Romagna quale contenitore di interesse storico-artistico. A tutto ciò si aggiungono le indubbie capacità aggregative del luogo, fin da principio, considerato centro propulsore del commercio e della vita quotidiana della comunità locale; oltre al grande interesse e richiamo per visitatori, turisti e ospiti della città.
Per tali motivazioni il Mercato Coperto di Ravenna dal 2015 è oggetto di interventi di restauro e riqualificazione, aventi come obiettivi principali il recupero degli esterni e la riqualificazione funzionale degli interni, preservandone le caratteristiche storiche ed artistiche, grazie alle numerose indagini e alla ricerca documentaria.
L’intervento prevederà la suddivisione interna in due aree sovrapposte. Nel piano inferiore verrà mantenuta la destinazione d’uso originaria del luogo, cioè la vendita di prodotti al dettaglio ed altre aree commerciali di generi alimentari. Quello superiore invece lo si renderà spazio per eventi ed attività culturali e ricreative. In tale intervento, aderendo ai parametri del protocollo LEED COMMERCIAL INTERIORS (Leadership Energy and Environmental Design), particolare attenzione è stata posta all’accessibilità, alla sostenibilità ed al risparmio delle fonti energetiche, con l’uso di mezzi ecologici e di tecnologie ecocompatibili.
La valorizzazione del Mercato si inserisce inoltre nel progetto sperimentale: “Promozione e valorizzazione del Centro Storico di Ravenna” ai sensi del D.G.R. n. 2108/2012.
La realizzazione di questo progetto è stata affidata dal Comune di Ravenna a Coop Alleanza 3.0 che gestirà la struttura per i prossimi anni. Partnership nella gestione sarà anche il Molino Spadoni.
Il 18 novembre 2019 viene dato l'annuncio ufficiale della riapertura al pubblico del mercato coperto, fissata per il 5 dicembre 2019.

## Descrizione dell'edificio

### Progetto e struttura
Il progetto del mercato è stato prodotto dall'ufficio tecnico del Comune di Ravenna e porta la firma dell’ingegnere Eugenio Baroncelli con la collaborazione dell’architetto Tobia Gordini, autori anche del piano regolatore generale della città nel 1927.
La necessità di avere un mercato unico era molto forte a Ravenna tra la fine del XIX e l’inizio del XX secolo. Nel primo decennio del XX secolo il Comune prende in considerazione molti progetti. Con la fine della prima guerra mondiale cresce la necessità di dare lavoro agli uomini tornati dal fronte. Anche per questo nel 1919 si avvia il progetto pubblico del mercato impiegando principalmente ditte locali scelte nella federazione provinciale cooperative di Ravenna come la CMC (Cooperativa Muratori e Cementisti), l’officina Luigi Matteucci di Faenza e le Officine di Forlì per la struttura interna.
L’edificio ha un’area 2630 metri quadrati ed è ubicato tra piazza Andrea Costa, via IV Novembre e via Ponte Marino. L’esterno è in stile classico caratterizzato da un’alternanza ordinata di parti in laterizio e in pietra d'Istria per i cornicioni e la zoccolatura e le decorazioni. La facciata principale è formata da due bracci simmetrici ritmati da tre finestroni ciascuno che convergono in un arco d’ingresso decorato. I prospetti di via IV Novembre e via Ponte Marino riprendono il ritmo della facciata principale e presentano due ingressi secondari. Gli elementi decorativi su queste facciate sono però in pietra artificiale. Gli angoli di congiunzione tra i vari lati sono arrotondati per dare un’idea di continuità. All'interno invece il mercato ha una struttura molto moderna con tralicci e capriate sostenute da colonne in ghisa in stile inglese, ampie finestre e lucernari garantiscono l’illuminazione ed è internamente suddiviso in 4 padiglioni.

### L’apparato decorativo della facciata di Piazza Andrea Costa
Su Piazza Andrea Costa si affaccia l’ingresso principale del mercato coperto. La facciata presenta sei finestroni decorati con motivi fitomorfi e zoomorfi e un grande ingresso che ricorda un arco trionfale verso il quale converge la piazza stessa. L’ingresso presenta colonne con capitello dorico e un arco a tutto sesto ed è arricchito da elementi decorativi come frutta, fiori, una maschera come chiave di volta e bastoni di Mercurio. Al di sopra vi è una trabeazione con una decorazione di ghirlande e festoni e ancora sopra la scritta «Mercato» sormontata da una conchiglia circondata da frutta. La facciata è caratterizzata da mattoni a vista rosso bruniti ed elementi decorativi in pietra d’Istria provenienti da Trieste.
La grande conchiglia in pietra d’Istria che sormonta la scritta del Mercato Coperto è stata inserita nella facciata durante i lavori di rifacimento dell’edificio negli anni 1919-1922. Oltre ad essere un richiamo al mare ed ai prodotti marittimi venduti all'interno, è anche un simbolo di prosperità: lo conferma anche la presenza di frutti al suo interno, sinonimo di abbondanza e fortuna. Non a caso, la conchiglia compare anche sulla facciata del Mercato delle Erbe di Ancona: era dunque un elemento tipico del periodo, oltre che simbolo di buon auspicio. Il motivo della conchiglia è presente come elemento decorativo in molti altri monumenti paleocristiani di Ravenna, come Sant’Apollinare Nuovo e il Battistero Neoniano.
Il caduceo, elemento figurativo attribuito al dio Mercurio, usato solitamente come emblema dei farmacisti, in questo luogo assume la funzione di rappresentare il commercio; Mercurio infatti viene considerato il protettore dei commercianti e l'inserimento di questo elemento decorativo sull'ingresso principale sintetizza la funzione primaria del mercato, luogo in cui l'attività del commercio si svolge sin dall'epoca medievale. Questo sistema di valori è ben rappresentato anche negli affreschi dell'Aula Magna della Casa Matha realizzati da Enrico Piazzi nel 1903, in cui Mercurio è raffigurato mentre sostiene con una mano un'ancora e con l'altra il caduceo, e viene identificato dalla scritta "COMMERCIO" riportata sotto la sua figura. Mercurio è inoltre affiancato dall'allegoria dell'industria, rappresentando così i temi della Ravenna industriosa. Anche le mele, riccamente disposte tra la grande conchiglia e la scritta "MERCATO", si ripropongono negli affreschi dell'Aula Magna, insieme ad altri elementi (pesci, strumenti da lavoro, volatili) presenti sulla facciata principale del Mercato Coperto, sottolineando l'importanza dell'agricoltura, della caccia, della pesca e del lavoro dell'uomo per Ravenna. In particolare la presenza della frutta, insieme ai festoni di foglie di alloro, simboleggia l'abbondanza, un buon augurio per la prosperità del mercato.
Sulle chiavi di volta dei quattro ingressi del Mercato si trovano quattro volti ben caratterizzati fisiognomicamente che sembrano rappresentare il dio Bacco a cui è legata la celebrazione della natura, della sua ciclicità (le quattro stagioni) e il legame che l'uomo ha con essa. Lo stile di questa protome è tipica dell'arte eclettica e liberty diffusasi tra '800 e '900, in cui l'elemento decorativo è principalmente funzionale all'abbellimento di un edificio pubblico e/o privato.
Dall'Esedra Vignuzzi vengono recuperate le sculture che decoravano la facciata principale: lo stemma della Casa Matha, che viene posto all'entrata del mercato di vicolo Gabbiani e uno dei due gruppi scultorei rappresentanti due delfini con una conchiglia, che troneggiavano in cima ai bracci dell’Esedra. Questi elementi furono commissionati nel 1894 a due scultori ravennati, Attilio Maltoni (Ravenna 1862- 1909) e Virgilio Montanelli, membri della Casa Matha.
Lo stemma riportante “Casa Matha 1894” presenta elementi iconografici caratterizzati da importanti significati storici e simbolici per la città di Ravenna e per la corporazione di pescatori Casa Matha. Nello stemma vi è infatti raffigurato in primo piano un pescatore intento a tirare le reti, figura fondamentale poiché indica l’attività dell’Ordine. L’uomo indossa un berretto, caratteristico in particolare della figura del Bidello o Cursore: questa carica della Corporazione era solita indossare un berretto rosso riportante l’immagine della Casa Matha. La tecnica di pesca che sta effettuando è la cosiddetta pesca a bilancia, tipica del territorio emiliano-romagnolo: un modo antico di raccolta del pesce, soprattutto dove le acque sono poco profonde e con basse velocità.
Sullo sfondo è presente una casetta, paragonabile alla “capannuccia", presente sull'antico stemma della corporazione ravennate, descritta dal marchese Camillo Spreti nel 1820.
La pineta è patrimonio paesaggistico e simbolo della città di Ravenna. Presente sia nello stemma araldico della città che in numerosi edifici, la pineta è emblema di un’identità storico-culturale di Ravenna. Resa celebre da Dante Alighieri e dai quadri di Botticelli, la pineta di Ravenna è stata citata da numerosi importanti autori come Boccaccio, Lord Byron, Oscar Wilde. Inoltre, risultò elemento fondamentale del dibattito politico riguardante i beni paesaggistici nel 1905, grazie all'intervento di Luigi Rava e di Corrado Ricci.
La pigna che sormonta lo stemma è anch'essa emblema di Ravenna: una figura che contiene una grande tradizione simbolica e che è presente sui monumenti più importanti della città, come la Tomba di Dante e il Mausoleo di Galla Placidia. La pigna posta sul Mercato indica abbondanza e fertilità, elementi di buon auspicio per il commercio.
Sorreggono lo stemma quattro statue, due storioni e due spigole, specie tipiche dell’Adriatico e simbolo della vendita del pesce nel mercato. Lo storione, molto apprezzato sin dall’età antica, si trova menzionato nella Carta Piscatoria della Schola Piscatorum ravennate, datata 943 e considerata il più antico documento attestante l’esistenza di una Corporazione di pescatori. Lo scritto, firmato dai pescatori della Casa Matha, testimonia come questi ultimi si impegnassero a dare diritto di prelazione all’Arcivescovo di Ravenna su tutti gli esemplari di storione lunghi più di due metri.
Il prestigio legato alle carni e al caviale che si ottiene dalle sue uova spiega la scelta di posizionarlo sul Mercato Coperto come simbolo di prosperità e pregio.
Due erano le coppie di delfini in pietra d’Istria collocate sugli attici laterali dell’Esedra Vignuzzi e scolpite dall’artista Virgilio Montanelli. In entrambi i gruppi scultorei i due animali guardano in direzioni opposte mentre le loro code si attorcigliano davanti ad una valva di conchiglia. Una sola coppia di delfini è oggi superstite: privati di code e conchiglia, dopo la ristrutturazione del 1984 i due animali sono stati collocati nell’atrio del Mercato. Il delfino è simbolo di fortuna e ricchezza e compare su molti altri monumenti ravennati, come Galla Placidia e la Basilica di San Vitale.

## Ravenna e il pescato

### Il contesto idrografico
Ravenna è stata circondata dalle acque e accessibile solo dal mare per tutta l'antichità; dal I sec. a.C. Strabone tramanda l'immagine di una città attorno alla quale le acque del mare, dei fiumi e della laguna si mescolano.
Nei pressi di un'ansa del fiume Padenna sorge la Casa Matha (Schola Piscatorum), un'antichissima corporazione nata per raccogliere pescatori e pescivendoli delle vaste e pescose valli lagunari della Romagna, coordinandone l'attività e garantendone i diritti e lo sviluppo.
Al di sotto della sede della Schola e fino alla fine del XIX secolo si situa la pescheriadi sua proprietà, il primo complesso è di struttura semplice con un piano superiore e un piano inferiore porticato dove prendono posto i banchi dei pescivendoli, facilitati per il lavaggio del pesce dalla vicinanza del fiume Padenna.
All'interno del mercato vi sono strutture rettangolari o “vasche” in muratura databili al XVIII secolo e riempite d'acqua per conservare il prodotto ittico.

### La conservazione del pesce
Le forme di conservazione del pesce più antiche e più a lungo adottate sono l'essiccazione, l'affumicatura e la salagione del prodotto appena pescato.
Le saline di Cervia assicurano per lungo tempo la commercializzazione del pesce che così salato può viaggiare per essere venduto all'interno dei mercati ittici e del mercato della Schola Piscatorum.
Grazie alla maggiore commercializzazione del ghiaccio, dall'età moderna viene fatto largo uso di ghiacciaie o neviere per la capacità di mantenere più a lungo il pesce fresco lasciando inalterato il sapore e la consistenza del prodotto. A questo scopo vengono anche rifunzionalizzati fortini o parti di strutture difensive in disuso, come nel caso della Rocca Brancaleone (Ra), dove nel XIX secolo una delle torri viene riadattata a ghiacciaia per le conserve alimentari. Di questo secolo vi è anche la testimonianza scritta della presenza di ghiacciaie accanto alla sede della Casa Matha, funzionali alla vita della pescheria. Per garantire il mantenimento della temperatura e le condizioni di freschezza del pesce neve o ghiaccio vengono posti sul fondo del complesso isolato termicamente strati di paglia e legno.

### La cucina del pesce nella Ravenna Antica
Il pesce era un alimento molto amato e diffuso nella cucina classica romana.
Non si hanno molte fonti riguardanti le ricette; la fonte più importante è sicuramente il De re coquinaria di Apicio, un testo del I sec d.C., arrivato a noi grazie a un’edizione del IV secolo.
Il testo, diviso in nove libri, contiene ricette e consigli sulla cucina dell’epoca, spaziando dai cereali alle carni, passando per pesci e verdure.

## Intervento di riqualificazione

### Il restauro
L'intervento di restauro ha interessato i quattro prospetti che affacciano su Piazza A Costa, Via IV Novembre, Via Cavour, Via Ponte Marino, ed il prospetto del cortile interno su Vicolo Gabbiani. I materiali che compongono le facciate, quali pietra d'Istria, laterizio, conglomerato cementizio e metallo, sono esposti a morfologie di degrado attribuibili sia alla particolare situazione atmosferica della città, sia alla loro ubicazione nel tessuto urbano che all'azione antropica.

### Morfologie di degrado
Dopo accurate indagini diagnostiche è stata riscontrata la presenza, sulle singole facciate, di diverse morfologie di degrado, differenziate in base all’orientamento dei diversi prospetti. Nello specifico esse sono:
- mancanze, riguardanti principalmente elementi decorativi di cuspidi e gocce, realizzate sia in pietra che in cemento e staccatesi in seguito all’ossidazione degli ancoraggi metallici
- fratturazioni e fessurazioni, presenti negli elementi in pietra e in quelli di cemento; esse sono di diversa entità e provocate perlopiù dall’aumento di volume dei ferri arrugginiti che compongono l’armatura in cemento
- patina biologica, composta da attacchi di alghe e licheni; essa è presente soprattutto sulle parti alte dei cornicioni e sulle zoccolature
- alterazione cromatica, sulla muratura in laterizio e legata alla precedente presenza di tabelloni pubblicitari
- degrado antropico, legato a scritte con pennarelli e spray a vernice acrilica. Si aggiungono poi diverse iscrizioni ed insegne storiche, che testimoniano le fasi della vita cittadina ravennate
- crosta nera, maggiormente presente sui fronti in Pietra d’Istria e sul cemento, causandone la decoesione
- incrostazione, di colore bianco, tipica del degrado cementizio, dovuta a smog e particellato
- deposito superficiale, distribuito in maniera quasi uniforme su tutto l’edificio e costituito da sporcizia e polveri di diversa provenienza
- guano, diversamente localizzato e dovuto al deterioramento dell’impianto anti-volatile
- perdita di stilatura tra mattoni e conci, che non garantisce la giusta percolazione dell’acqua
- erosione, scagliatura e ossidazione ferrosa, dovute all’azione meccanica dell’acqua meteorica sulla muratura nei punti dove erano affissi i cartelloni pubblicitari delle attività commerciali presenti nel mercato
- patina rossa, relativa a precedenti interventi di rifinitura, volti a intensificare il tono del rivestimento e a dare uno strato protettivo ed idrorepellente

### Caratteristiche degli interventi
L’intervento di restauro vero e proprio è stato preceduto da una fase di studio preliminare, attuata grazie a documentazione fotografica e a ricerca bibliografica, che ha riguardato la storia e l’esecuzione dell’edificio.  Successivamente, si è passati alla fase della mappatura delle facciate, della ricognizione e della messa in sicurezza, azioni mirate a preparare la struttura e al tempo stesso ad avere una conoscenza dettagliata delle sue caratteristiche e particolarità, al fine di pianificare al meglio le azioni successive.
Dopo aver effettuato campionature e test si è proceduto con l’intervento, le cui modalità, seppur diversificate in base ai materiali coinvolti, hanno seguito un iter comune, sintetizzabile nel susseguirsi di più operazioni qui riportate:
- pulitura, finalizzata all’eliminazione dei depositi incoerenti di materiali estranei alle superfici delle facciate, prevede una prima fase, realizzata a secco attraverso spazzole e pennelli, e una seconda, effettuata in base alla morfologia di degrado presente. Per aree in cui si è trovata la patina biologica, si è applicato un trattamento antivegetativo con disinfettante, per poi procedere con trattamenti mediante impacchi di polpa di cellulosa sintetica (arbocel) e sepiolite, in aggiunta a soluzioni acquose di cloruro di benzalconio, a differenza della superfici colpite da degrado antropico, per cui si sono usati impacchi di solvente. Per le zone colpite da patina rossa quest’operazione è stata realizzata attraverso acqua ossigenata e tensioattivo neutro, mentre per le incrostazioni si è rivelato particolarmente adatto l’uso di acqua nebulizzata
- consolidamento, che risponde all’esigenza fondamentale di ristabilizzare le condizioni fisico-meccaniche del bene. Per le erosioni e scagliature presenti sul mattonato questa fase è avvenuta attraverso l’applicazione di un consolidante trasparente mediante siringhe e pennelli; per ripristinare invece la continuità muraria in presenza di fratturazioni e fessurazioni di grossa entità si sono rivelati adatti degli interventi di "cuci-scuci", realizzati con materiali coerenti per caratteristiche e colore, abbinati a trefoli in acciaio o carbonio. Segue poi la stuccatura, realizzata per mancanze e lacune sul lapideo mediante composti con caratteristiche simili al materiale, mentre sul mattonato è avvenuta mediante chamotte, utilizzata negli spazi tra i giunti, in corrispondenza di fenditure e buchi e nell’interstizio tra il mattone e la parte lapidea
- riparazione e/o reintegrazione, fase che serve a dare nuova dimensione di finitezza ad alcuni elementi andati persi o fortemente compromessi dal degrado, in accordo con le caratteristiche fisiche ed estetiche dei materiali originali. Interessata da questi interventi è stata la zona della modanatura, nella sezione lapidea, dove alcune mancanze hanno reso necessarie delle reintegrazioni materiche attraverso l’applicazione di maltine in calce. Quest’operazione, avvenuta dopo la realizzazione di un ancoraggio metallico, risponde anche alla funzione di allontanare l’acqua piovana, evitando in futuro zone di ristagno. Operazioni simili sono state realizzate per ricostruire porzioni erose di mattone. Per ristabilire un’unità cromatica in alcune parti della stessa sezione, dove sono presenti stuccature, sono stati utilizzati colori acrilici; allo stesso modo si è proceduto con una nuova finitura rossa laddove mancante. In riferimento alle iscrizioni storiche, per ridarne completezza e leggibilità, è stata effettuata una reintegrazione pittorica con tempere acriliche attraverso il metodo a velatura
- protezione, atta a diminuire l’incidenza di tutti quei fenomeni che tendono a degradare i materiali. In questo caso l’applicazione uniforme di impregnante idrorepellente su tutte le superfici risponde proprio a questa esigenza, vista la particolare porosità delle superfici e la loro esposizione a svariati agenti esterni